# Автомагістраль A27 (Нідерланди)
Автострада A27 — автомагістраль у Нідерландах. Її довжина становить приблизно 109 кілометрів.
A27 розташована в голландських провінціях Північний Брабант, Південна Голландія, Утрехт, Північна Голландія та Флеволанд. Вона з'єднує місто Бреда з Алмере. На своєму шляху вона проходить повз міста Горінхем, Утрехт і Хілверсум.

## Опис маршруту

### «Спільна ділянка» з автострадою A58
Хоча ділянка автомагістралі A58 офіційно не є частиною Рейксвег 27, але між розв’язками Галдер і Сінт-Аннабош також згадується як А27, поруч з офіційним номером дороги A58.
Технічно ця ситуація невірна, оскільки офіційний старт A27 знаходиться лише на розв'язці Сінт-Аннабош. Однак посилання на A27, ймовірно, було додано до дорожніх знаків, щоб допомогти транспорту, що їде з Антверпена, знайти шлях від A16 / E19 до A27.

### Європейські маршрути
Жоден великий європейський маршрут не пролягає по автостраді A27. Єдина дорога, яка слідує за нею, це дорога E311 між розв'язкою Сінт-Аннабош біля Бреди та розв'язкою Люнеттен біля Утрехта. Ця ділянка A27 безпосередньо включає всю дорогу E311, оскільки вона не слідує жодним іншим дорогам.
Крім того, «спільна ділянка» з A58 є частиною європейської траси E312.

## Історія
Найпівнічніша ділянка, що з'єднує місто Хейзен з Алмере, була відкрита в 1999 році.